# May Nilsson
Pour les articles homonymes, voir Nilsson.
May Nilsson, née May Ingeborg Nilsson le 5 mai 1921 à Åre et morte le 7 novembre 2009 à Albertville, est une skieuse alpine suédoise.
Mariée avec le skieur français Maurice Lafforgue, elle est la mère des skieuses et jumelles Britt et Ingrid Lafforgue.

## Palmarès

### Jeux olympiques
| Épreuve / Édition    | Descente | Slalom | Combiné |
| -------------------- | -------- | ------ | ------- |
| JO 1948 Saint-Moritz | 18e      | 10e    | 15e     |

### Championnats du monde
| Épreuve / Édition      | Descente | Slalom | Combiné |
| ---------------------- | -------- | ------ | ------- |
| Mondiaux 1939 Zakopane | 13e      | Bronze | 4e      |
| JO 1948 Saint-Moritz   | 18e      | 10e    | 15e     |

## Championnats de France
Championne de France de Slalom en 1956